# Marie Isabelle van Orléans

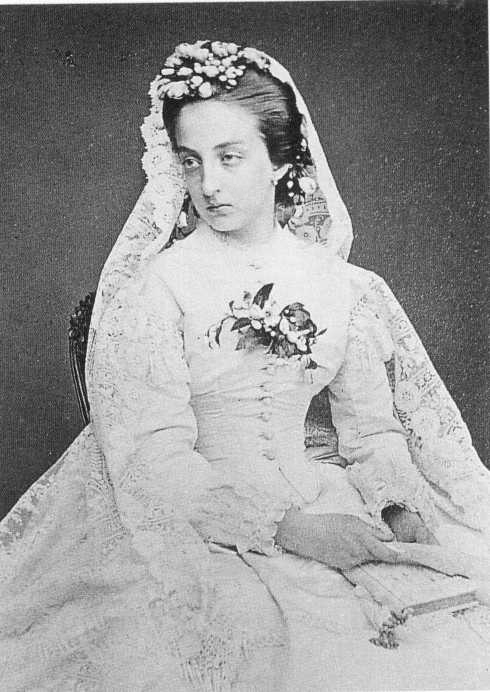
Maria Isabelle van Orléans

Marie Isabelle van Orléans (Sevilla, 21 september 1848 -  Villamanrique de la Condesa, 20 juli 1919) was een Frans-Spaanse prinses uit het huis Bourbon.
Zij was de oudste dochter van Anton van Orléans-Montpensier en Luisa Fernanda van Spanje. Zij was een kleindochter van burgerkoning Lodewijk Filips en van de Spaanse koning Ferdinand VII.

## Huwelijk en kinderen
Op 30 mei 1864 trad ze te Kingston upon Thames in het huwelijk met haar neef Phillipe van Orléans, de oudste zoon van Ferdinand Filips van Orléans.

Uit dit huwelijk werden acht kinderen geboren:
- Marie Amélie Louise Hélène (28 september 1865-25 oktober 1951), gehuwd met Karel I van Portugal (28 september 1863-1 februari 1908)
- Louis Philippe Robert  (24 augustus 1869-28 maart 1926), hertog van Orléans, gehuwd met Maria Dorothea van Oostenrijk (14 juni 1867-6 april 1932)
- Hélène Louise Henriette (13 juni 1871-21 januari 1951), gehuwd met Emanuel Filibert (13 januari 1869-4 juli 1931), hertog van Aosta
- Charles (1875-1875)
- Isabelle Marie Laure Mercédès Ferdinande (7 mei 1878-21 april 1961), gehuwd met Jean van Orléans (4 september 1874-25 augustus 1940), hertog van Guise
- Jacques van Orléans|Jacques Marie Antoine Clément (1880-1881)
- Louise Françoise Marie Laure (24 februari 1882-18 april 1958), gehuwd met Karel Maria van Bourbon-Sicilië (10 november 1870-11 november 1949), grootmoeder van Juan Carlos I van Spanje
- Ferdinand François Philippe Marie Laurent (9 september 1884–13 januari 1924), hertog van Montpensier, gehuwd met Maria Isabel González de Olañeta y Ibarreta (22 april 1895-1 juli 1958)

Door haar huwelijk kreeg ze de titel Gravin van Parijs. Aanvankelijk woonde het paar in Engeland, daar de Bourbons uit Frankrijk waren verbannen. Haar man bleef - overigens onsuccesvol - aanspraak maken op de Franse troon. De prinses overleed in Sevilla en werd bijgezet in het Escorial.